# Polystichum stipitatum
Polystichum stipitatum là một loài dương xỉ trong họ Dryopteridaceae. Loài này được Chauvin mô tả khoa học đầu tiên năm 1825.
Danh pháp khoa học của loài này chưa được làm sáng tỏ. 